# ترتیک
ترتیک (به چکی: Třtice) یک منطقهٔ مسکونی در جمهوری چک است که در Rakovník District واقع شده‌است.